# CRRC TEG6853
De CRRC TEG6853 is een elektrisch aangedreven bustype van het Chinese concern CRRC Corporation. Binnen Europa wordt het model verkocht door het bedrijf YES-EU, onder de naam YES-EU EU08.

## Inzet
In België rijden sinds 2023 13 bussen rond van de type TEG6853 op de stadsdienst van Mechelen en Brugge.
| Bedrijf | Aantal | Status    | Series      | Inzet    | Opmerkingen | Afbeelding |        |
| België  | België | België    | België      | België   | België      | België     | België |
| ------- | ------ | --------- | ----------- | -------- | ----------- | ---------- | ------ |
| De Lijn | 7      | In dienst | 2925 - 2931 | Brugge   |             |            |        |
| De Lijn | 6      | In dienst | 3014 - 3019 | Mechelen |             |            |        |